# Dioscorea basiclavicaulis
Dioscorea basiclavicaulis là một loài thực vật có hoa trong họ Dioscoreaceae. Loài này được Rizzini & A.Mattos mô tả khoa học đầu tiên năm 1986.